# × Epicactus
Az × Epicactus vagy × Disophyllum Hylocereeae nemzetségcsoportba tartozó Disocactus és Epiphyllum nemzetségek mesterséges keresztezésével létrehozott intergenerikus hibrid növénynemzetség.
Sok nagy virágú epifita kaktusz tartozik ide, melyeket régóta termesztenek az Egyesült Államokban és Nyugat-Európában. Az első sikeres keresztezések közé tartozott a Disocactus × hybridus (eredetileg Epiphyllum ackermannii névre keresztelt) hibrid előállítása, amely a Disocactus phyllanthoides és a Disocactus speciosus hibridje, és amely termesztésben igen ellenállónak bizonyult, aminek széles körben való elterjedését köszönheti.
A 19. században további keresztezésekkel számos, fehértől lilásvörösig terjedő színskálán állítottak elő hibrideket, majd az Epiphyllum crenatum felfedezése után e fajt is bevonták a nemesítésbe, mely nagy virágú, hosszú virágcsövű növényeket eredményezett, valamint a hibridek virágaiban a sárga szín is megjelent.
A 20. században a nemesítés tovább folyt, egyre több hibrid és változat jelent meg. Az előállított növényeket a szülőfajok egy része után Epiphyllum-hibrideknek is nevezték, de a szóban forgó hibridek intergenerikus (nemzetségek közötti) származásúak, így az × Epicactus név használata a helyes.
Más morfológiájú növényeket kaptak a Disocactus flagelliformis és az × Epicactus hibridek, a lapított hajtású Disocactus-fajok keresztezésével létrejött növények nagy virágaikat lecsüngő, bordázott szárakon nevelik, valamint gracilisabb megjelenésű virágokat kaptak a Disocactus macranthus és az × Epicactus hibridek keresztezésével. Az így létrehozott növényekre gyakran × Aporophyllum vagy × Disapora néven hivatkoznak, habár ezek nem tekinthetők önálló hibrid nemzetségeknek, mert tulajdonképpen az × Epicactus hibridek Disocactus-fajokkal való visszakeresztezései.
A 20. században a nemesítésbe bevontak számos más, nem a Disocactus vagy az Epiphyllum nemzetségbe tartozó, nagy virágú fajt, így a Selenicereus grandiflorust is.

## Képek

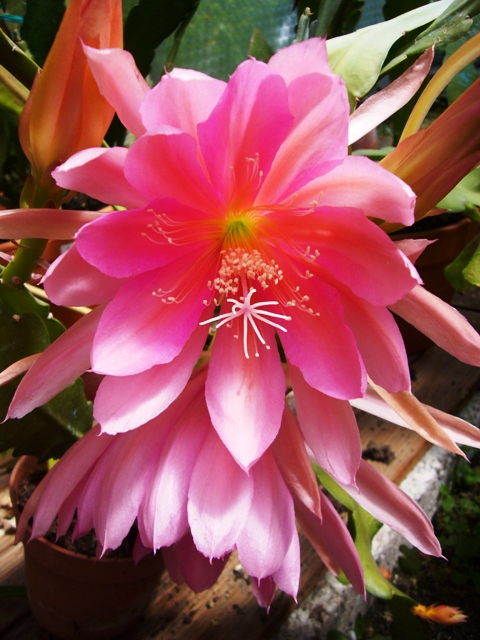
× Epicactus 'Anton Günther'
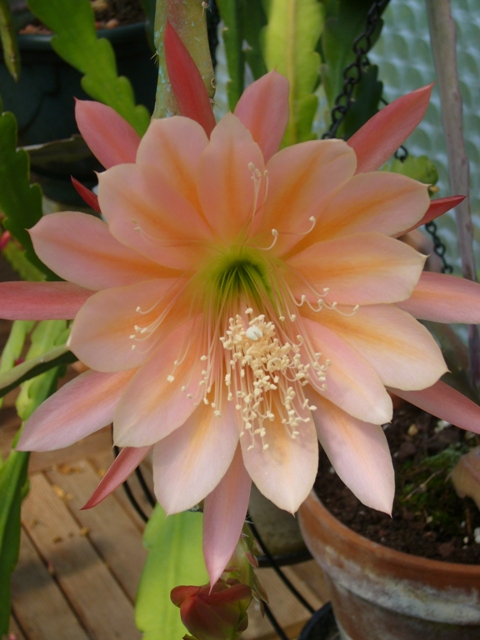
× Epicactus 'King Midas'
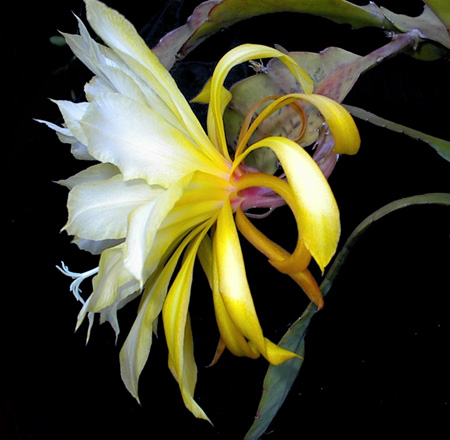
× Epicactus (Disophyllum) 'Queen Anne'
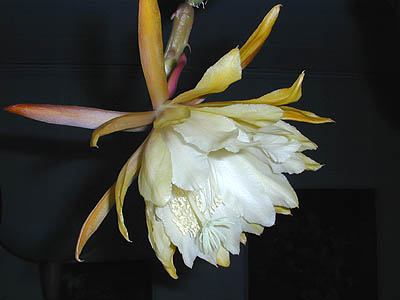
× Epicactus (Disophyllum) 'George French'
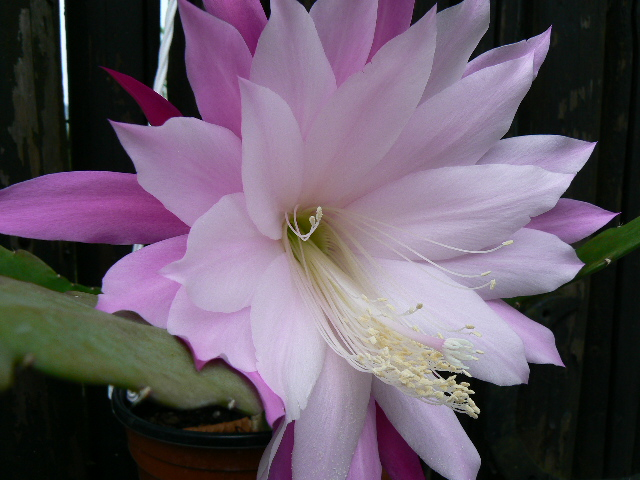
× Epicactus 'Gladyce Jones'
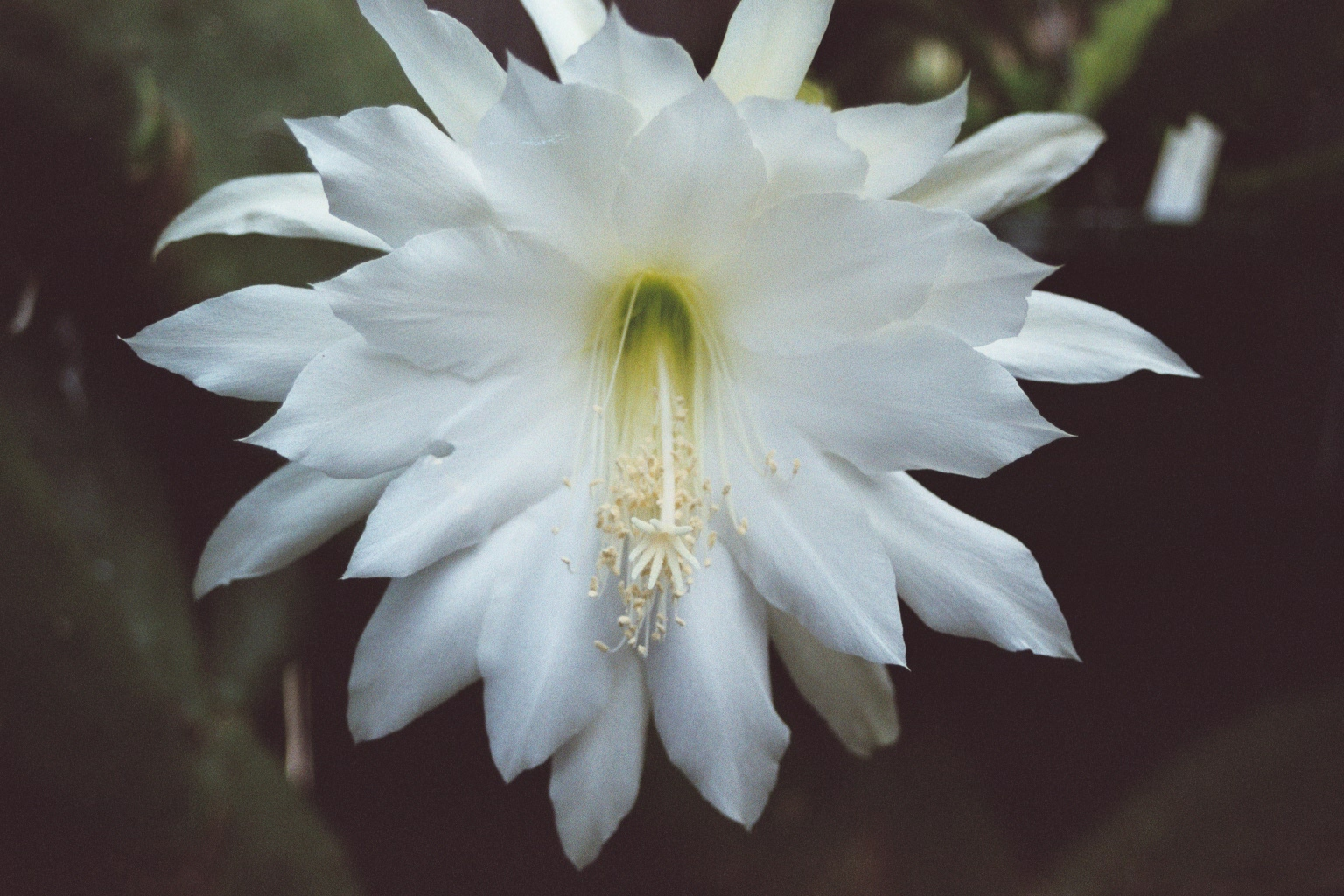
× Epicactus 'Lola Leah'
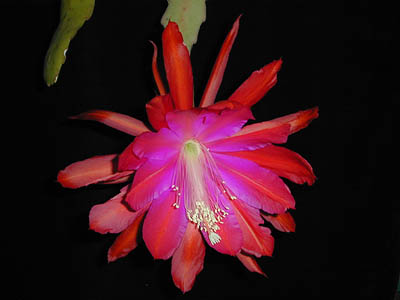
× Epicactus (Disophyllum) 'South of Border'